# Almost a Rescue
Almost a Rescue er en amerikansk stumfilm fra 1913 af Al Christie.

## Medvirkende
- Donald MacDonald som Hawkeye
- Roscoe 'Fatty' Arbuckle som Jimmie
- Irene Hunt som May Smith
- Billie Bennett som Maud Smith
- Eddie Lyons